# 47 Rōnin

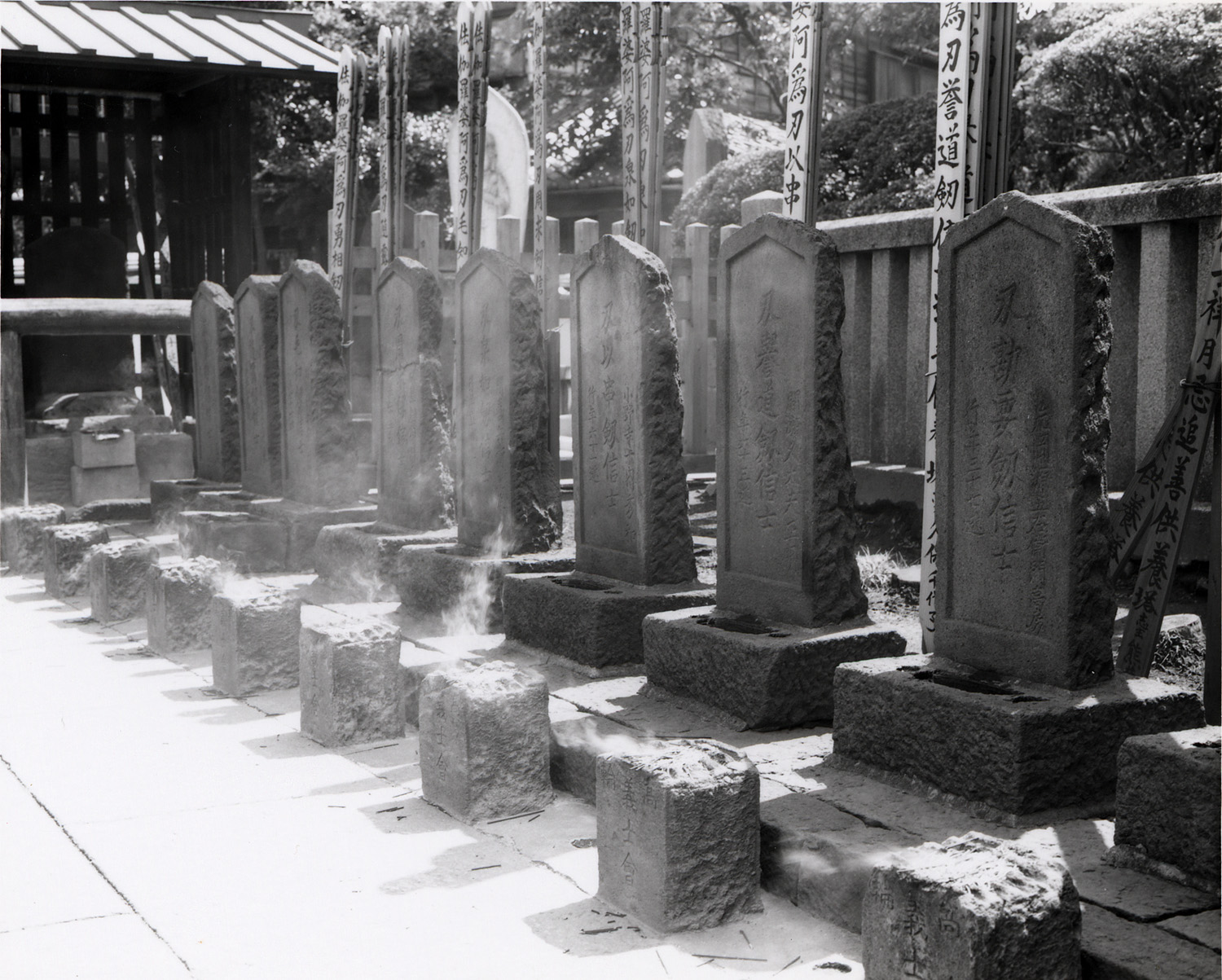
Die Gräber der Rōnin im Sengaku-ji

Die Geschichte der 47 Rōnin (japanisch 四十七士, Shijūshichi-shi, deutsch „47 herrenlose Samurai“), auch Akō Rōshi (赤穂浪士, deutsch „die Rōnin aus Akō“), ist ein in Japan berühmtes Ereignis, bei dem 47 herrenlose Krieger den Tod ihres Fürsten rächten. Die Ereignisse gelten als vorbildliches Beispiel für die bedingungslose Treue der Samurai und werden teils zu den Nationalmythen Japans gezählt.

## Vorgeschichte

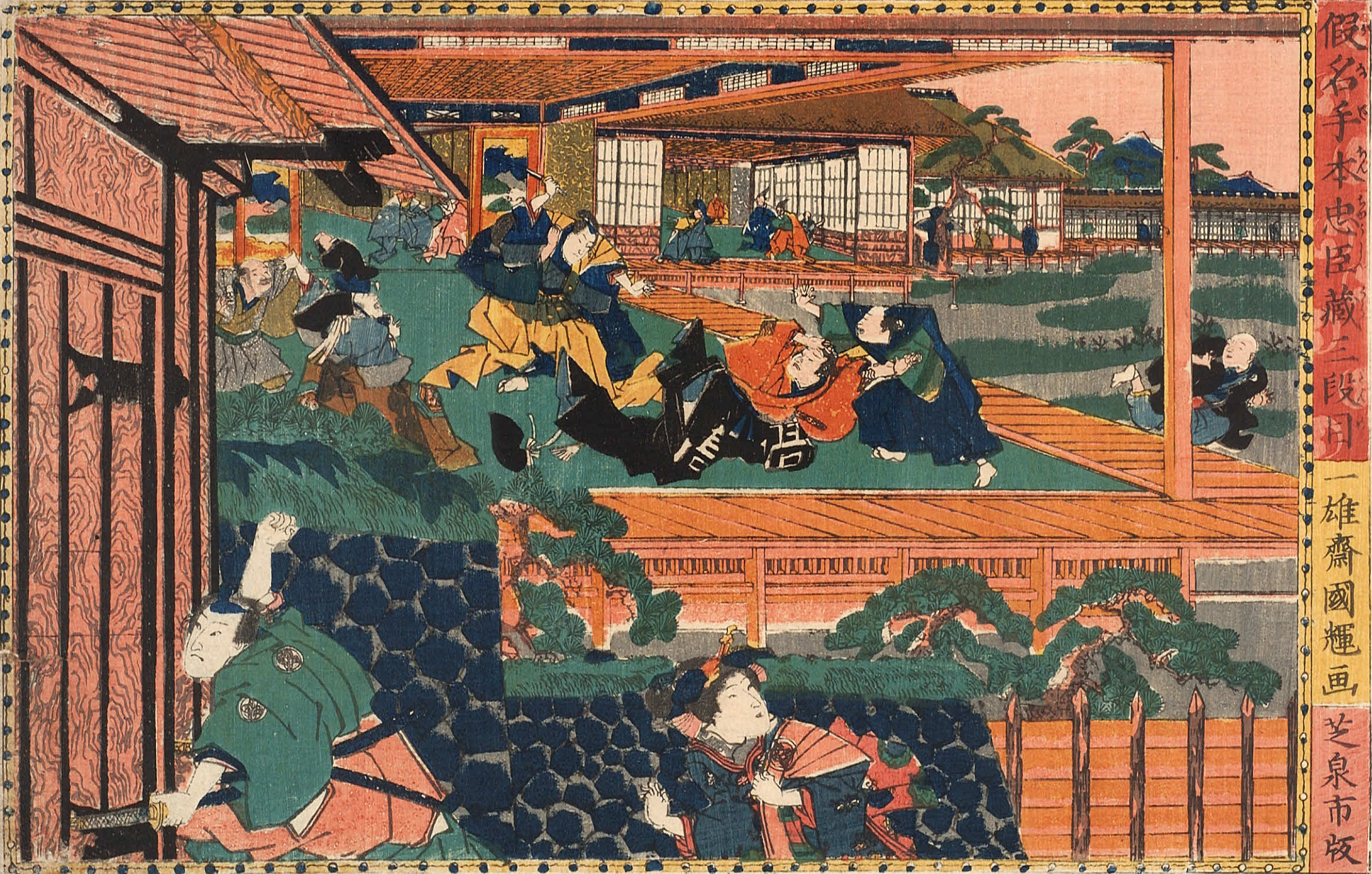
Farbholzschnitt, der den Angriff von Asano Naganori auf Kira Yoshinaka im Matsu no Ōrōka (Großen Kiefer-Korridor) der Burg Edo darstellt; Utagawa Kuniteru, um 1850

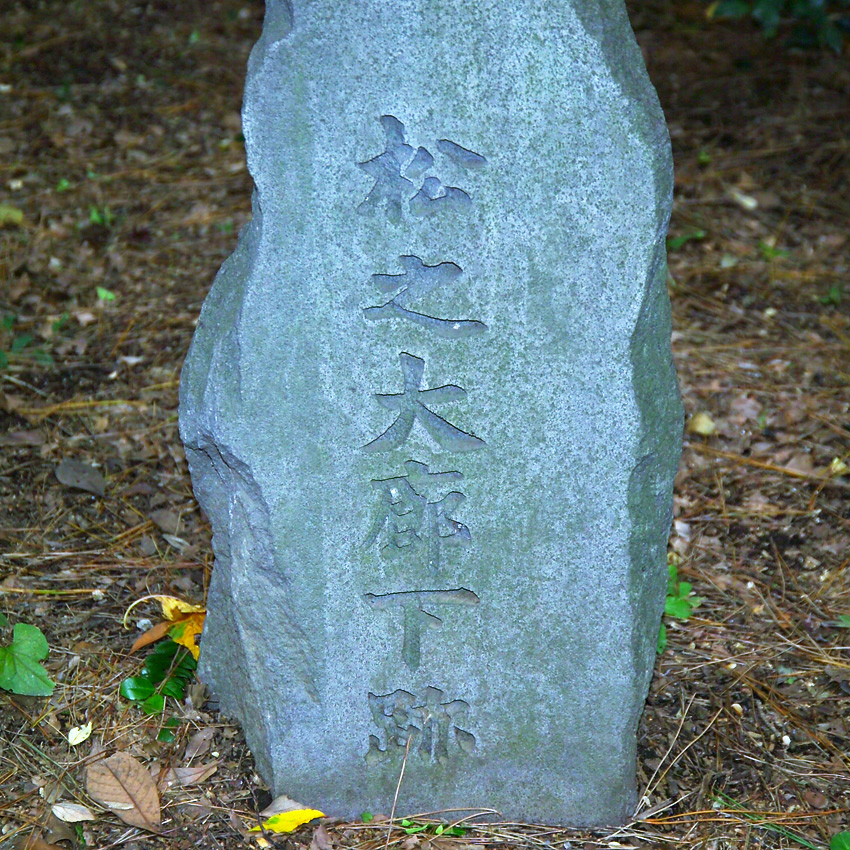
Gedenkstein am Ort des Matsu no Ōrōka, wo die Geschichte der 47 Rōnin ihren Anfang nahm

Im Jahre 1701 wurden zwei Daimyō (Fürsten) an den Hof des Shōgun in der Burg Edo (dem heutigen Tokio) gerufen. Es handelte sich um Kamei Korechika sowie den in den nachfolgenden Ereignissen getöteten Asano Naganori, den jungen Daimyō des Lehens Akō in der Provinz Harima (im westlichen Honshū gelegen). Sie wurden mit der Aufgabe betraut, eine Empfangszeremonie für das Gefolge des Abgesandten des Higashiyama-tennō vorzubereiten, der zur turnusmäßigen Daimyō-Versammlung Sankin kōtai am Hof des Shōgun erscheinen würde.
Zur Unterweisung in der nötigen höfischen Etikette waren sie auf den Zeremonienmeister Kira Kōzuke no Suke Yoshinaka/Yoshihisa angewiesen, der im Shōgunat des Tokugawa Tsunayoshi ein mächtiges Amt innehatte. Dieser war jedoch mit den beiden Daimyō sehr unzufrieden, angeblich wegen der Geringfügigkeit der „Geschenke“, die in Kompensation für Unterweisungen üblicherweise gegeben wurden und für einen zügigen Fortschritt deutlich höher erwartet wurden. Diese korrupten Zustände wurden von dem strenggläubigen Asano (der Lehre des Konfuzius folgend) zurückgewiesen. Der Hofmeister Kira zeigte sich hierin arrogant, man schreibt ihm geschichtlich auch schlechte Manieren zu, und so begann Kira, die beiden Daimyō zu beschimpfen und nur sehr nachlässig mit den Unterweisungen fortzufahren.
Während Asano die Zustände in stoischer Weise ertrug, wurde Kamei immer erzürnter und plante, den Hofmeister Kira zu töten, um so die unwürdige Schmach zu rächen. Kameis aufmerksame Ratgeber übergaben jedoch, ohne Wissen ihres Herrn, insgeheim Kira eine große Bestechungssumme und verhinderten so diesen Mord, der sowohl für ihren Fürsten wie den Hofstaat ein Desaster bedeutet hätte. Daraufhin behandelte Kira Kamei sehr zuvorkommend, und dieser beruhigte seinen Zorn.
Umso gröber behandelte Kira nun jedoch Asano, da dieser keine Anzeichen machte, dem Beispiel zu folgen. Er verfluchte und beleidigte Asano in aller Öffentlichkeit und nannte ihn schließlich einen ungehobelten Dorfdeppen. Daraufhin verlor Asano die Beherrschung. Er attackierte Kira mit dem Dolch, verletzte ihn mit dem ersten Streich nur im Gesicht, verfehlte ihn mit dem zweiten, wobei er eine Säule traf – danach hatten die Wachen die beiden schon wieder getrennt.
Kiras Verletzung war nicht schwer, aber ein Angriff auf einen Hofbeamten des Shōgunats selbst war schwerwiegend – schon das Ziehen einer Waffe galt in der Burg von Edo, der Residenz des Shōgun, als eine Straftat, die mit der Todesstrafe geahndet wurde, weshalb man Asano nahelegte, Seppuku (rituellen Suizid) zu begehen. Nach Asanos Selbsttötung am gleichen Tage wurden seine Güter und Ländereien eingezogen, das Lehen Akō fiel an den Shōgun, und Asanos Samurai wurden zu Rōnin.
Die Neuigkeiten erreichten Ōishi Kuranosuke Yoshio, den wichtigsten Ratgeber (Karō) Asanos, worauf dieser die Führung ergriff, Asanos Familie in Sicherheit brachte und nachfolgend die Burg an die Gesandten der Regierung übergab.

## Der Racheplan der Rōnin
Unter den 300 Gefolgsleuten von Asano fanden sich nun 47 (einige Quellen sagen, es waren anfänglich über fünfzig) Rōnin, die den Tod ihres Fürsten nicht ohne Rache hinnehmen wollten, darunter besonders deren Anführer Ōishi Kuranosuke, obwohl Blutrache in einem Fall wie diesem verboten war. Obschon sie sich bewusst waren, welch harte Strafe sie erwarten würde, verschworen sie sich und leisteten einen geheimen Schwur, den Tod ihres Herren mit dem Tod von Kira zu rächen.
Jedoch waren sie sich bewusst, dass Kira streng bewacht wurde, sein Haus stark befestigt war und ein unmittelbarer Angriff mit Sicherheit scheitern würde – um Erfolg zu haben, müssten sie erst die Wachen überwältigen. Um die Befürchtungen Kiras und anderer Beamten des Shōgunats zu beruhigen, zerstreuten sie sich und verdingten sich als Händler und Mönche. Ōishi selbst ließ sich in Kyōto nieder und begann, sich regelmäßig in Bordellen und Tavernen umzutun, ganz so, als würde er nicht im Traum die Umsetzung einer Blutrache in Erwägung ziehen. Der Zeremonienmeister Kira jedoch blieb misstrauisch und ließ ihn und andere Gefolgsleute Asanos von Spionen beobachten.
In dieser Zeit begab es sich, dass Ōishi völlig betrunken von einer Zechtour in einer Straße hinfiel und dort einfach einschlief, verlacht von den Passanten. Ein Mann aus Satsuma, der gerade vorbeikam, konnte ob des für einen Samurai unziemlichen Verhaltens nicht mehr an sich halten – sowohl die Unfähigkeit, den Tod ihres Herrn zu rächen, als auch Ōishis miserable Befindlichkeit erzürnten ihn. Er schlug und beschimpfte Ōishi, trat ihm ins Gesicht (obwohl es sonst eine schwere Beleidigung ist, das Gesicht eines Samurai auch nur zu berühren, ganz zu schweigen von Hieben) und spuckte auf ihn.
Kurze Zeit später ging Ōishis Frau zu ihm, die bis dahin loyal zu ihm gestanden hatte, und beklagte sich, dass er es zu weit treibe. Auf der Stelle vollzog er die Scheidung und schickte sie mit den beiden jüngeren Kindern fort. Der älteste Sohn Chikara blieb beim Vater, der sich nun eine junge Konkubine ins Haus holte.
All dies wurde auch Kira zugetragen, der sich mehr und mehr in Sicherheit wähnte, da die Gefolgschaft von Asano offensichtlich nur aus unfähigen Samurai zu bestehen schien, die nicht den Mut aufbrachten, ihren Herrn zu rächen. Sie schienen ungefährlich für ihn, und er lockerte die Bewachung.
Nun sammelte sich die ehemalige Gefolgschaft Asanos in Edo, und in ihrer Rolle als Handwerker und Händler erlangten sie Zugang zu Kiras Haus. Sie machten sich vertraut mit dessen Aufbau und den Vorgängen der Dienerschaft darin. Ein Gefolgsmann, Okano Kin’emon Kanahide, ging sogar so weit, die Tochter des Baumeisters des Hauses zu heiraten, um Zugriff auf die Baupläne des stark befestigten Hauses zu erlangen. Andere Gefolgsleute beschafften Waffen und sammelten diese in einem Versteck in Edo. Ōishi war über all dies informiert.

## Der Angriff
Ende Januar 1703 schließlich war Ōishi Kuranosuke überzeugt, dass alles bereit sei und Kira nur schwach bewacht wurde. Unbemerkt von den Spionen stahl er sich aus Kyōto hinaus. Die Schar versammelte sich an einem geheimen Ort in Edo, wo sie ihren gemeinsamen Schwur erneuerten.
Der Angriff auf das Haus von Kira Yoshihisa begann im Morgengrauen des 30. Januar, bei heftigem Wind und starken Schneefällen, nach einem ausgeklügelten Plan. Sie trennten sich in zwei Gruppen, bewaffnet mit Schwertern und Langbögen. Die eine Gruppe, geführt von Ōishi, griff das vordere Tor an. Die andere Gruppe, geführt von seinem Sohn Ōishi Chikara, sollte das Haus am Hintereingang angreifen. Ein lauter Hammerschlag sollte den gleichzeitigen Angriff starten und ein Pfiff allen signalisieren, dass Kira tot war.
Sobald Kira tot sei, so plante man, solle ihm der Kopf abgetrennt werden und als Gabe am Grabstein ihres Herrn niedergelegt werden. Sie würden sich dann ergeben und die sicher folgende Todesstrafe erwarten. All dies wurde bei einem letzten Mahl besprochen, wo Ōishi seine Mannen beschwor, Frauen, Kindern und anderen hilflosen Personen kein Leid anzutun.

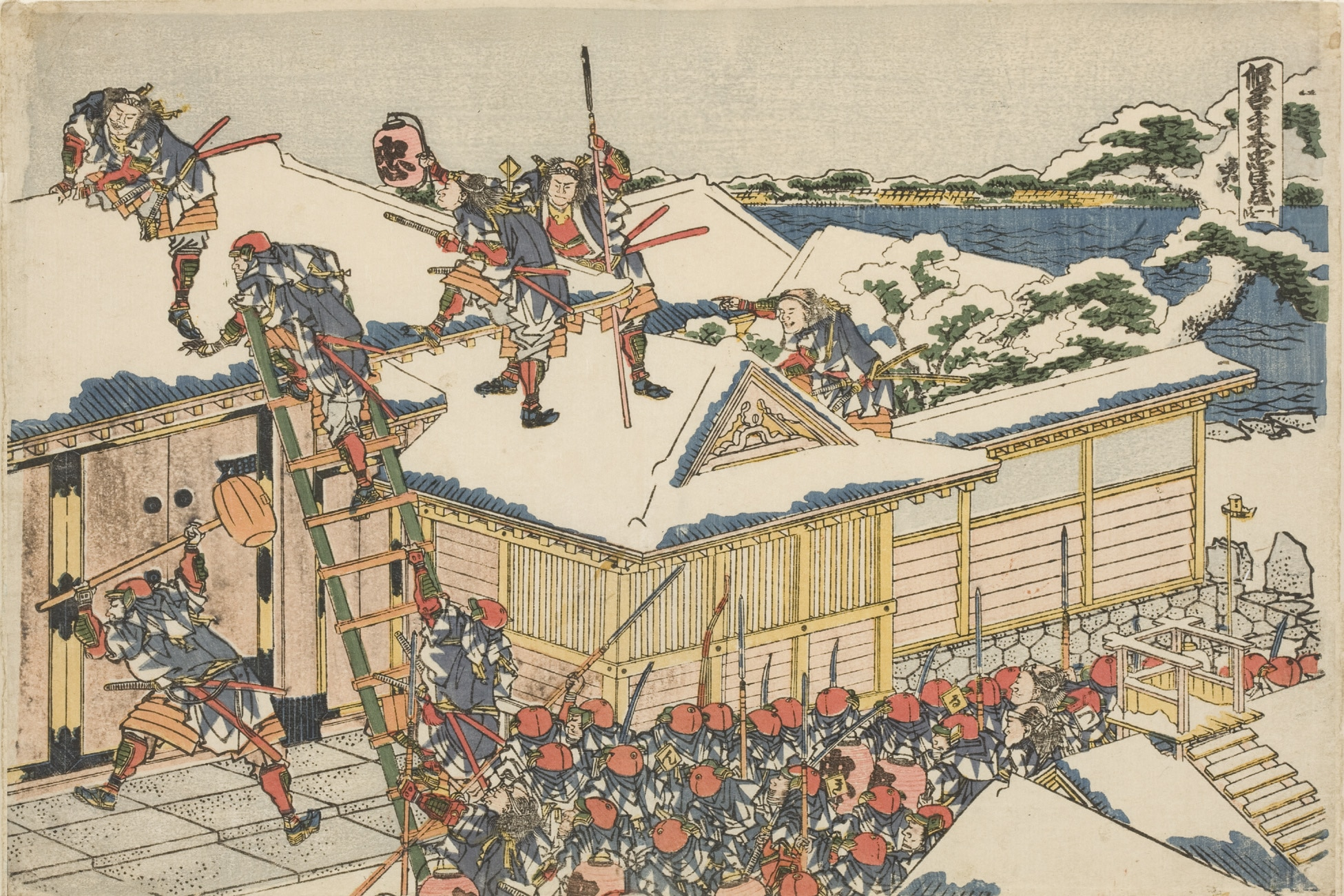
Der Angriff – Chushingura, XI. Akt, 2. Szene

Ōishi befahl vier Männern, den Zaun zu übersteigen und in die Räume der Torwache einzudringen, diese zu überwältigen und zu fesseln. Sodann schickte er Boten in alle angrenzenden Häuser, die den Bewohnern versicherten, sie seien keine Räuber, sondern eine Gefolgschaft, die den Tod ihres Herrn rächen wolle, und niemandem außer Kira werde etwas geschehen. Die Nachbarn, die Kira ebenfalls hassten, verhielten sich still.
Er positionierte unter anderem auf dem Dach Bogenschützen, um zu verhindern, dass die noch Schlafenden fliehen und Hilfe holen konnten. Als alles bereit war, begann der Angriff mit einem gewaltigen Schlag an der Vorderseite. Zehn Gefolgsleute von Kira hielten dort Stellung, aber Ōishi Chikaras Trupp verschaffte sich Zugang über den Hintereingang.
Kira floh in Todesangst mit seiner Frau und der weiblichen Gefolgschaft in einen Hinterraum der Veranda, während der Rest seiner Gefolgschaft, die in Baracken außerhalb geschlafen hatte, nun versuchte, zu seiner Befreiung in das Haus einzudringen. Da ihnen das nicht gelang, versuchten sie nach Hilfe zu schicken, aber alle Boten wurden von den vorsorglich aufgestellten Bogenschützen getötet.
Nach einem heftigen Kampf war dann schließlich der Letzte von Kiras Gefolgschaft bezwungen. Sechzehn von Kiras Mannen waren tot und zweiundzwanzig verwundet, darunter Kiras Enkel; von ihm selbst jedoch fehlte jede Spur. Sie begannen das Haus zu durchsuchen, fanden aber nur weinende Kinder und Frauen. Verzweiflung breitete sich aus, aber Ōishi prüfte Kiras Bett und fand es noch warm vor – er konnte nicht weit sein.

## Kiras Tod
Bei einer weiteren, intensiven Durchsuchung fanden sie nun einen Zugang zu einem geheimen Innenhof, der hinter einem großen Wandteppich versteckt war. In diesem Innenhof befand sich ein kleiner Bau, um Kohle und Brennholz zu stapeln. Dort stießen sie auf zwei weitere Gefolgsleute Kiras und töteten sie im Kampf. Bei der Durchsuchung des Schuppens fanden sie einen Mann, der sich dort versteckte und sie mit einem Dolch angriff, aber leicht entwaffnet werden konnte.
Der Aufgegriffene weigerte sich, seinen Namen zu nennen, aber die Verfolger waren sicher, dass es Kira war, und stießen einen Pfiff aus. Die anderen Rōnin sammelten sich, und Ōishi identifizierte Kira im Schein einer Laterne. Als letzten Beweis fand man die Narbe am Kopf, die Asano ihm beigefügt hatte.
Ōishi kniete nun, in Anbetracht des hohen Ranges von Kira, nieder, und erklärte diesem, wer sie waren, und dass sie Rache für ihren toten Fürsten forderten, boten ihm aber den ehrenvollen Tod eines Samurai an, indem dieser sich durch Seppuku selbst töten möge. Ōishi stünde ihm sogar selbst als Sekundant bei und bot ihm ebenjenen Dolch an, mit dem Asano sich getötet hatte.
So sehr sie Kira jedoch auch angingen, er blieb sprachlos und schlotterte vor Angst. Sie sahen ein, dass es sinnlos war, weiter zu fragen. Ōishi befahl einem Rōnin, Kira auf die Knie zu zwingen, und tötete ihn, indem er ihm den Kopf mit dem Dolch abschnitt. Danach löschten sie die Lichter und Feuer im Haus (auch um zu verhindern, dass ein Feuer ausbrechen und auf die Nachbarn übergreifen könnte) und verließen mit dem Kopf das Haus. Den jüngsten Rōnin schickte Ōishi auf die Reise nach Akō, um allen dort zu sagen, dass die Rache geglückt sei.

## Das Nachspiel

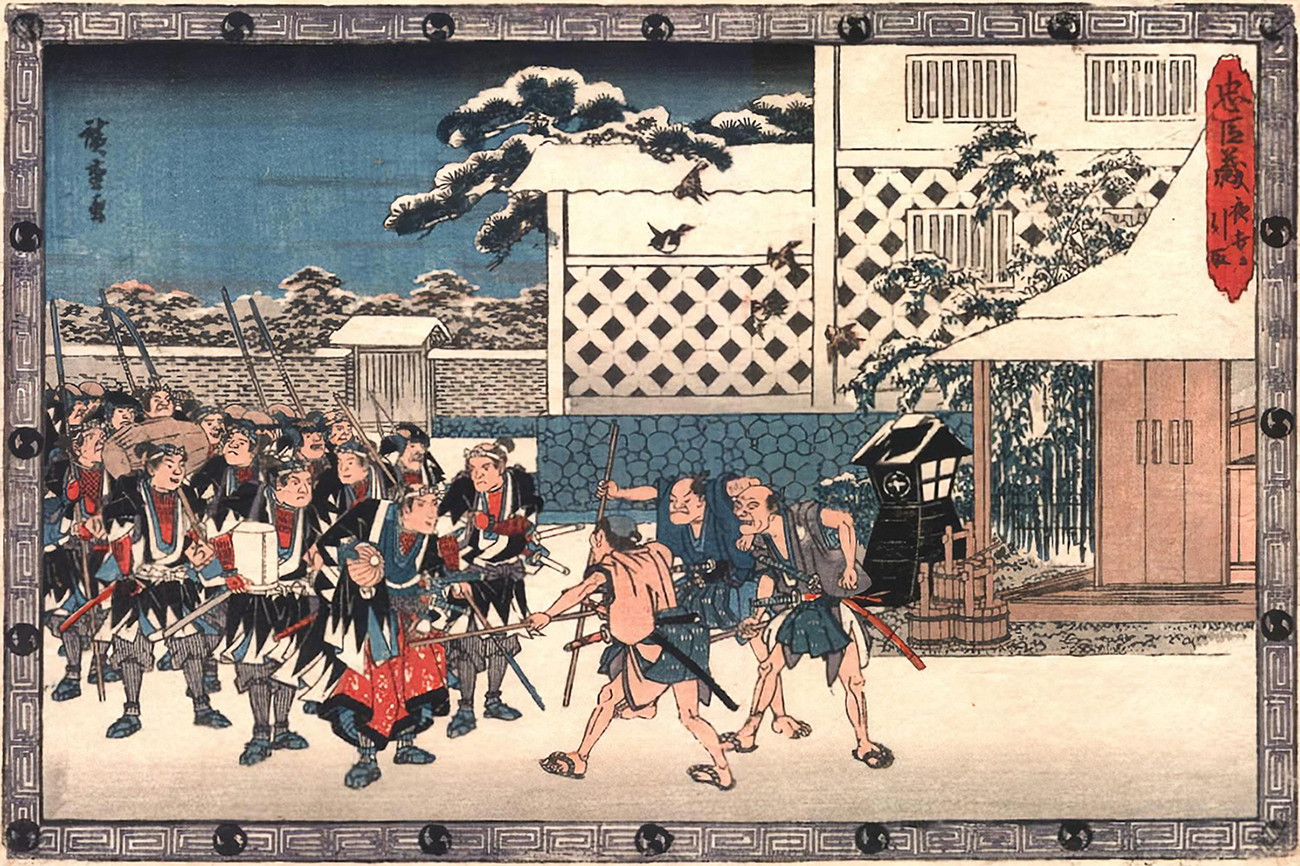
Der Rückweg – 5. Szene, 11. Akt, Chushingura

Im Zuge des heranbrechenden Tages trugen sie Kiras Kopf geschwind zum Grab ihres Herrn im Sengaku-ji-Tempel, was viel Aufregung in die Straßen brachte. Die Nachricht über die Vorgänge machte schnell die Runde, und es wird berichtet, dass der Zug von Lobpreisungen begleitet wurde und einige sie sogar zu einer Rast einluden und Erfrischungen anboten.
Als die 46 verbliebenen Rōnin im Tempel eintrafen, wuschen und säuberten sie Kiras Kopf und legten ihn zusammen mit dem Schicksalsdolch auf den Grabstein von Asano. Sie beteten im Tempel und gaben dem Abt all ihr Geld, das sie noch hatten, mit der Bitte, sie würdig zu bestatten und ihnen Gebete zuteilwerden zu lassen. Nun waren sie bereit, sich zu ergeben – die Männer wurden in vier Gruppen aufgeteilt in der Bewachung von vier verschiedenen Daimyō.
Zu dieser Zeit kamen zwei Freunde von Kira, um den Kopf zu holen und zu bestatten. Der Tempel besitzt bis heute die ursprüngliche Quittung, die diese Freunde und der Priester unterzeichneten.
Die offiziellen Stellen des Shōgunats waren nun in einer misslichen Lage. Die Samurai hatten einerseits nur den Kriegerritus des Bushidō befolgt, der ihnen die Rache am Tod ihres Fürsten auferlegte, andererseits aber die Anweisungen des Shōgunats missachtet, indem sie die verbotene Rache in Edo durchsetzten. Wie erwartet wurden sie zum Tode verurteilt, aber der Shōgun erlaubte den Ehrentod des Seppuku, anstatt sie wie Kriminelle hinrichten zu lassen.

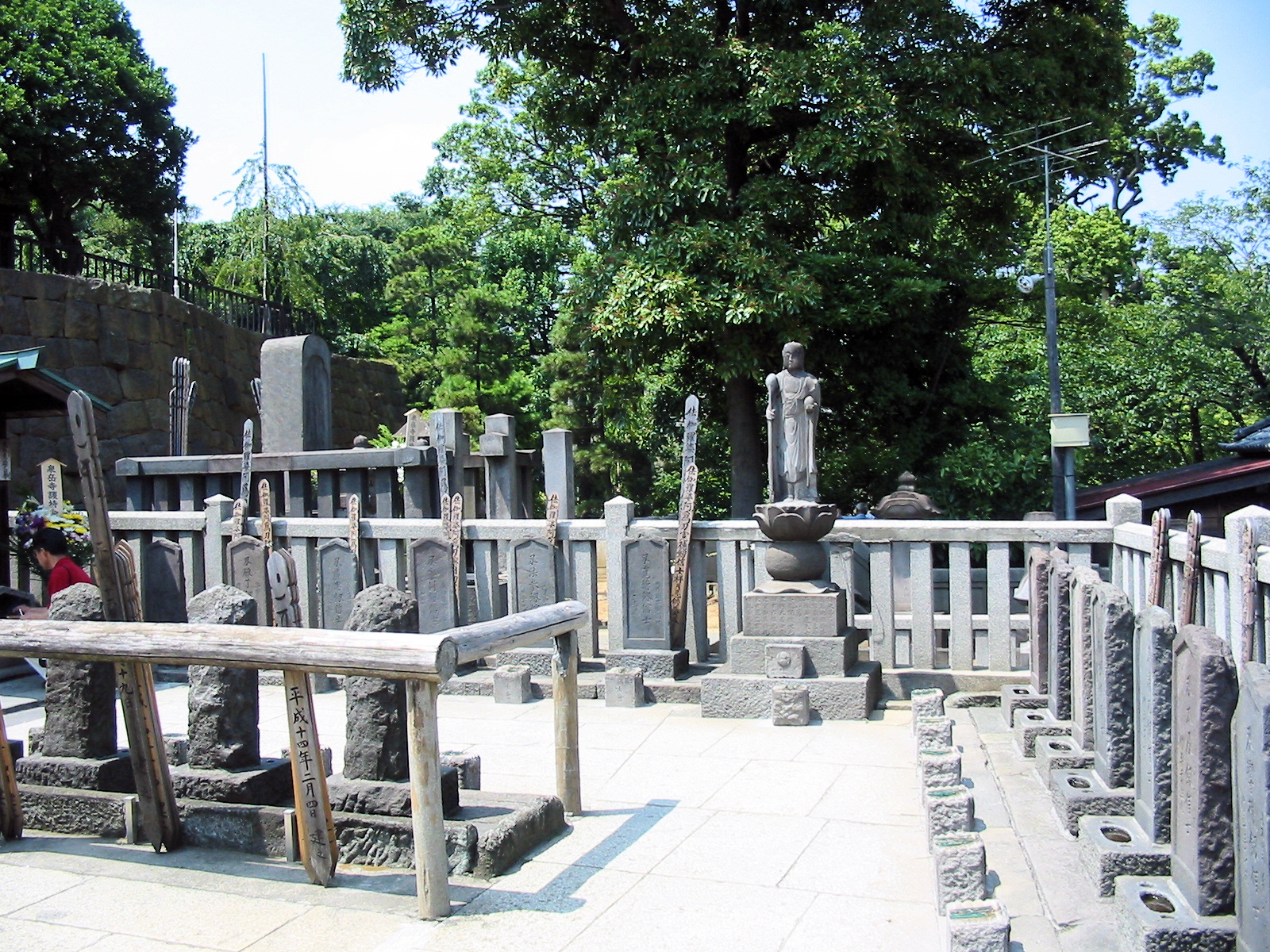
Gräber der 47 Ronin im Sengaku-ji-Tempel

Die 46 Rōnin folgten dem am 20. März 1703 (da sich das Todesurteil des Shōguns auf diese bezog, obwohl ja 47 den Überfall durchführten, wird die Gruppe auch als „46 Rōnin“ (四十六士, Shijūroku-shi) bezeichnet, was in der Geschichte immer wieder zu Verwirrung führt). Die Verurteilten wurden wie gewünscht im Sengaku-ji-Tempel begraben, in einer Reihe vor dem Grabstein ihres Herrn. Der 47. Rōnin kehrte später von seiner Mission nach Akō zurück und wurde vom Shōgun (man sagte wegen seines jugendlichen Alters) begnadigt. Er erreichte ein Alter von 78 Jahren und wurde dann neben seinen Kameraden beigesetzt.
Die Kleidung und Waffen, die von den Rōnin getragen wurden, befinden sich noch heute im Tempel, zusammen mit dem Hammer (Ōtsuchi) und der Pfeife, die beim Angriff benutzt wurden. Der größte Teil der Rüstung war in Heimarbeit entstanden, da sie vermeiden wollten, dass der Kauf geschmiedeter Rüstungsteile Aufmerksamkeit erregte.
Die Grabsteine entwickelten sich zu einem Anziehungspunkt, an dem sich Menschen versammelten und beteten. Darunter war auch der Mann aus Satsuma, der Ōishi bespuckt und getreten hatte, als dieser betrunken im Rinnstein lag. Er bat um Vergebung für seine Taten, weil er gedacht hatte, dass Ōishi kein wahrer Samurai sei. Dann beging er Selbstmord. Ihm wurde ein Grab neben den 47 Rōnin zuteil.

## Die Wiederherstellung
Während man diese Vorgänge einerseits als reinen Akt von Ehre und Loyalität sehen kann, hatten sie doch andererseits auch handfeste Gründe, die die Wiederherstellung des Fürstentums Asanos betrafen. Mit dem Tode des Herrn waren hunderte Samurai arbeitslos geworden und es war ihnen meistenteils nicht möglich, eine neue Anstellung zu finden, da sie aus einem entehrten Haus stammten. Viele mussten sich als Feldarbeiter und Tagelöhner durchschlagen. Die Geschichte der 47 Rōnin reinigte den Namen, und viele der arbeitslosen Samurai fanden kurze Zeit nach dem ehrenvollen Todesurteil eine ehrenvolle Anstellung. Asano Nagahiro, Asano Naganoris jüngerer Bruder und Erbe, wurde vom Tokugawa-Shōgunat erneut mit dem Fürstentum belehnt, wenn auch nur mit einem Zehntel des alten Territoriums.

## Mitglieder
Nachfolgend die Namen der 47 Rōnin im Schema Familienname – Rufname (kemyō) – Eigenname (imina). Alternative Lesungen sind mit einem Schrägstrich aufgeführt.
- Ōishi Kuranosuke Yoshio/Yoshitaka (大石 内蔵助 良雄)
- Ōishi Chikara Yoshikane (大石 主税 良金)
- Hara Sōemon Mototaki (原 惣右衛門 元辰)
- Kataoka Gengoemon Takafusa (片岡 源五右衛門 高房)
- Horibe Yahē Kanamaru/Akizane (堀部 弥兵衛 金丸)
- Horibe Yasubē Taketsune (堀部 安兵衛 武庸)
- Yoshida Chūzaemon Kanesuke (吉田 忠左衛門 兼亮)
- Yoshida Sawaemon Kanesada (吉田 沢右衛門 兼貞)
- Chikamatsu Kanroku Yukushige (近松 勘六 行重)
- Mase Kyūdayū Masaaki (間瀬 久太夫 正明)
- Mase Magokurō Masatoki (間瀬 孫九郎 正辰)
- Akabane Genzō Shigekata (赤埴 源蔵 重賢)
- Ushioda Matanojō Takanori (潮田 又之丞 高教)
- Tominomori Sukeemon Masayori (富森 助右衛門 正因)
- Fuwa Kazuemon Masatane (不破 数右衛門 正種)
- Okano Kin’emon Kanahide (岡野 金右衛門 包秀)
- Onodera Jūnai Hidekazu (小野寺 十内 秀和)
- Onodera Kōemon Hidetomi (小野寺 幸右衛門 秀富)
- Kimura Okaemon Sadayuki (木村 岡右衛門 貞行)
- Okuda Magodayū Shigemori (奥田 孫太夫 重盛)
- Okuda Chidaemon Yukitaka (奥田 貞右衛門 行高)
- Hayami Tōzaemon Mitsutaka (早水 藤左衛門 満尭)
- Yada Gorōemon Suketake (矢田 五郎右衛門 助武)
- Ōishi Sezaemon Nobukiyo (大石 瀬左衛門 信清)
- Isogai Jūrōzaemon Masahisa (礒貝 十郎左衛門 正久)
- Hazama Kihē Mitsunobu (間 喜兵衛 光延)
- Hazama Jūjirō Mitsuaki (間 十次郎 光興)
- Hazama Shinrokurō Mitsukaze (間 新六郎 光風)
- Nakamura Kansuke Masatoki (中村 勘助 正辰)
- Semba Saburobē Mitsutada (千馬 三郎兵衛 光忠)
- Sugaya Hannojō Masatoshi (菅谷 半之丞 政利)
- Muramatsu Kibē Hidenao (村松 喜兵衛 秀直)
- Muramatsu Sandayū Takanao (村松 三太夫 高直)
- Kurahashi Densuke Takeyuki (倉橋 伝助 武幸)
- Okajima Yasoemon Tsuneshige (岡嶋 八十右衛門 常樹)
- Ōtaka Gengo Tadao/Tadatake (大高 源五 忠雄)
- Yatō Emoshichi Norikane (矢頭 右衛門七 教兼)
- Katsuta Shinzaemon Taketaka (勝田 新左衛門 武尭)
- Takebayashi Tadashichi Takashige (武林 唯七 隆重)
- Maebara Isuke Munefusa (前原 伊助 宗房)
- Kaiga Yazaemon Tomonobu (貝賀 弥左衛門 友信)
- Sugino Jūheiji Tsugifusa (杉野 十平次 次房)
- Kanzaki Yogorō Noriyasu (神崎 与五郎 則休)
- Mimura Jirōzaemon Kanetsune (三村 次郎左衛門 包常)
- Yakokawa Kambei Munetoshi (横川 勘平 宗利)
- Kayano Wasuke Tsunenari (茅野 和助 常成)
- Terasaka Kichiemon Nobuyuki (寺坂 吉右衛門 信行)

## Rezeption
In Japan entsprangen unmittelbar nach dem Vorfall zahlreiche Bühnenstücke (Kabuki und Bunraku). Das erste Stück mit eindeutigen Anspielungen auf die Vorfälle rund um die 47 Rōnin „Die nächtliche Attacke der Soga (Brüder) im Morgengrauen“ erschien nur zwei Wochen nach deren Tod, wurde aber bereits nach der dritten Aufführung von den Behörden verboten. Jedoch folgten zahlreiche weitere Stücke nach, anfangs in Ōsaka und Kyōto, also etwas abseits des Sitzes der Zentralregierung. Einige Stücke reisten bis Manila und verbreiteten die Geschichte in ganz Fernost.
Das erfolgreichste Bunraku-Puppenspiel heißt Kanadehon Chūshingura („Vorlage zur Schönschrift: Ein Schatzhaus von getreuen Samurai“), meist kurz Chūshingura genannt, geschrieben 1748 von Takeda Izumo II., Miyoshi Shōraku und Namiki Sōsuke. Es wurde später auch in ein Kabuki-Stück umgeformt und wird bis heute überall in Japan gespielt.
In allen Stücken – gerade aus dieser frühen Zeit – werden die Namen der Rōnin verfälscht und die Ereignisse oft in eine wesentlich frühere Zeit datiert, um der Zensur des Shōgunats zu entgehen. Viele dieser Zweitnamen im Chūshingura-Stück sind Japanern geläufig. Aus Asano wurde En’ya Hangan Takasada, Kira wurde zu Kō no Moronao und Ōishi wurde recht offensichtlich zu Ōboshi Yuranosuke Yoshio umgeformt – die Namen der restlichen Rōnin wurden mehr oder weniger verfremdet. Das Bühnenstück enthält auch einige Nebenstränge, die nicht mit dem realen Vorgang übereinstimmen: So versucht etwa Moronao, die Frau En’yas zu verführen, und ein Rōnin stirbt vor dem Angriff aufgrund eines Konflikts zwischen Familie und Loyalität (ein weiterer Grund, weshalb manchmal auch von 46 Rōnin gesprochen wird).
In der westlichen Welt wurde das Thema der 47 Rōnin unter anderem 1962 durch den Film 47 Ronin (Chūshingura) von Hiroshi Inagaki bekannt, verfilmt nach der Geschichte von Seika Mayama. Kon Ichikawa drehte 1994 eine weitere Verfilmung der Geschichte, ebenfalls unter dem Titel 47 Ronin. Zusätzlich wird auch in dem 1998 erschienenen Film Ronin in einer Szene die Geschichte der 47 Rōnin erzählt (der Film basiert auf der Idee, dass ehemalige Geheimagenten, die ihre Jobs verloren haben, sich in einer ähnlichen Situation befinden wie japanische Rōnin).
Am 6. Dezember 2013 erschien eine weitere Verfilmung des Themas von Carl Rinsch mit Keanu Reeves in der Hauptrolle.
Eine recht freie Nacherzählung des Stoffs liefert Jorge Luis Borges mit der Kurzgeschichte Der unhöfliche Zeremonienmeister Kotsuke no Suke, enthalten im 1935 erschienenen Sammelband Universalgeschichte der Niedertracht.
Die Legende dient auch als Hintergrundgeschichte für den deutschen Fantasy-Thriller Der Sommer des Samurai.
Im Jahr 2014 veröffentlichte der Dark Horse Verlag den Graphic Novel 47 Rōnin – The Tale of the Loyal Retainers (ursprünglich erschienen als fünfteilige Mini-Serie), wobei das Skript von Mike Richardson, die Zeichnungen vom Usagi-Yojimbo-Schöpfer Stan Sakai, die Colorierung von Lovern Kindzierski und die Beschriftung von L. Lois Buhalis sowie Tom Orzechowski stammen. Der Comic erzählt die Geschichte der blutigen Rache aus der Sicht von Murakami Kiken, jenes Mannes aus Satsuma, der Ōishi in Unkenntnis der Lage schalt und demütigte und nun aus Reue die Gräber der Samurai im Sengaku-ji-Tempel besucht.
Der 2015 erschienene Film Last Knights von Kazuaki Kiriya basiert größtenteils auf den Ereignissen der Geschichte der 47 Rōnin, welche auf das europäische Mittelalter adaptiert wurden.